# Максвелл, Мюррей
Сэр Мюррей Максвелл (англ. Sir Murray Maxwell, /ˈmʌri ˈmækswɛl/; 10 сентября 1775, Уигтауншир, Шотландия — 26 июня 1831, Лондон) — британский морской офицер, служивший в Королевском флоте в годы Французской революции и Наполеоновских войн. Впервые отличился во время Адриатической кампании 1807—1814 годов, 29 ноября 1811 года перехватив и уничтожив французский конвой с оружием. В результате дальнейших успехов в Средиземном море Максвелл получал всё более важные назначения. В 1813 году корабль Максвелла HMS Daedalus потерпел крушение у берегов Цейлона, однако именно Максвеллу в 1816 году доверили сопровождать в Китай посла Великобритании.
Путешествие Максвелла в Китай стало известно широкой публике после того, как его корабль HMS Alceste потерпел крушение в Гаспарском проливе, и вся команда была выброшена на близлежащий остров. Моряки страдали от нехватки продовольствия и нападений малайских пиратов, но благодаря руководству Максвелла никто из них не погиб. В конце концов команда была спасена кораблём Британской Ост-Индской компании и вернулась в Англию народными героями. Сам Масквелл был посвящён в рыцари, а спустя некоторое время занялся политикой, однако впоследствии возобновил военно-морскую карьеру. В 1831 году был назначен лейтенант-губернатором Острова Принца Эдуарда, но заболел и умер, не успев занять пост.

## Детство и начало карьеры
Мюррей Максвелл родился в 1775 году в Пеннингхейме, Уигтауншир, Шотландия, в семье Джеймса и Элизабет Максвеллов. Максвелл-старший служил офицером в 42-м пехотном полку британской армии (известном как Black Watch, «Чёрный дозор»). Дед — сэр Александр Максвелл, 2-й баронет Монрит. Прямым предком (прапрапрапрапрапрапрапрадедом) сэра Александра был Херберт Максвелл, 1-й лорд Максвелл.
Мюррея с раннего детства готовили к военной карьере. Шестеро из восьми его братьев также поступили на военную службу. В 1790 году в возрасте 14 лет Максвелл был отправлен в море на борту HMS Juno, которым командовал Сэмьюэл Худ. Через три года после вступления Максвелла на борт Juno во Франции вспыхнули революционные войны. Максвелл был на корабле во время осады Тулона, когда Juno был вынужден спешно ретироваться из гавани под ураганным огнём французских батарей. В том же году Максвелл принял участие во вторжении на Корсику и осаде Бастии. В ходе этих боёв Максвелл произвёл такое благоприятное впечатление на Худа, что тот решил взять его на свой новый корабль — HMS Aigle. Максвелл был переведен вновь в 1794 году, в этот раз на небольшой фрегат HMS Nemesis, которым командовал родственник Худа Сэмьюэл Худ Линзи.
В декабре 1795 года Максвелл попал в плен, когда Nemesis был захвачен в гавани Смирны превосходящими силами французов. Несмотря на нейтральный статус Смирны, фрегат Sensible и корвет Sardine вошли в порт и потребовали сдать Nemesis. Линзи протестовал против незаконного характера французских требований, однако счёл бесполезным вступать в бой с превосходящим противником в нейтральной гавани, и принял требование французов. Максвелл был взят в плен, но вскоре был обменян и переведён служить на HMS Hussar, которым командовал капитан Джеймс Колнетт. 27 декабря 1796 года Hussar потерпел крушение у берегов южной Франции, и Максвелл снова попал в плен. Вскоре его во второй раз обменяли, после чего он был направлен служить на HMS Blenheim, а затем перешёл на HMS Princess Royal. В октябре 1796 года Максвелл был произведён в лейтенанты, после чего не выходил в море до 1802 года. В 1798 году женился на дочери армейского офицера Грейс Кэлландер Уо.

## Наполеоновские войны
При заключении Амьенского мира и в начале Наполеоновских войн, Максвелл вернулся к морской службе командиром шлюпа HMS Cyane. Через несколько дней после начала войны Cyane захватил два французских транспорта, направлявшихся в Карибское море. Позднее корабль перевели в Вест-Индию. Однажды у Мартиники Cyane вступил в перестрелку с двумя большими французскими фрегатами. В 1803 году Максвелл принял участие в захвате Сент-Люсии, для чего был назначен капитаном линейного корабля HMS Centaur — флагмана бывшего командира Максвелла сэра Сэмьюэла Худа. На этом корабле в 1803 году Максвелл участвовал в захвате французских и голландских колоний Тобаго, Демерары и Эссекибо, после чего стал полным капитаном (англ. post-captain). Принял участие в блокаде Мартиники, в ходе которой возглавил строительство батареи на вершине захваченного островка Даймонд-рок. Построенная на острове укреплённая позиция позволила британцам серьёзно ограничить французское судоходство вблизи Форт-де-Франса. 1804 году Максвелл присутствовал при сдаче голландцами Суринама и Бербиса, являясь на момент сдачи Суринама старшим морским начальником. Его действия в Суринаме, включавшие командование военно-морскими силами во время осады и захват некоторых голландских крепостей вдоль реки Суринам, были высоко оценены. Решительные действия Максвелла обеспечили быструю переброску войск по воде, не позволив голландцам подготовить новые оборонительные позиции. Колония сдалась после того, как британцы достигли Парамарибо, захватив 2000 пленных, несколько кораблей, большое количество припасов и саму колонию, обладавшую ценными плантациями. Британские потери составили менее 30 человек.

### Служба в Средиземном море
В 1805 году на Ямайке Максвелл принял командование фрегатом Galatea. В 1806 году фрегат действовал в составе эскадры контр-адмирала сэра Александра Кокрейна, 4 июля 1806 года у Тортолы отогнавшей французов от ямайского конвоя. В 1807 году Максвелл был переведён в Средиземное море на HMS Alceste. Первое время корабль входил в эскадру, совершавшую набеги на береговые батареи и позиции вдоль испанского побережья во время Пиренейских войн. В апреле 1808 года, незадолго до того, как Испания стала союзником Великобритании, Максвелл уничтожил испанский конвой, перевозивший военные припасы из Роты. В течение следующих двух лет Максвелл стал экспертом по набегам на французское, итальянское и испанское побережье, уничтожив множество башен Мартелло и малых вооружённых судов. В мае 1810 года Максвелл получил высокую оценку за рейд на Фрежюс, в ходе которого он руководил десантом, штурмом взявшим прибрежную крепость, разрушившим её и захватившим прибрежный конвой.

### Адриатическая кампания

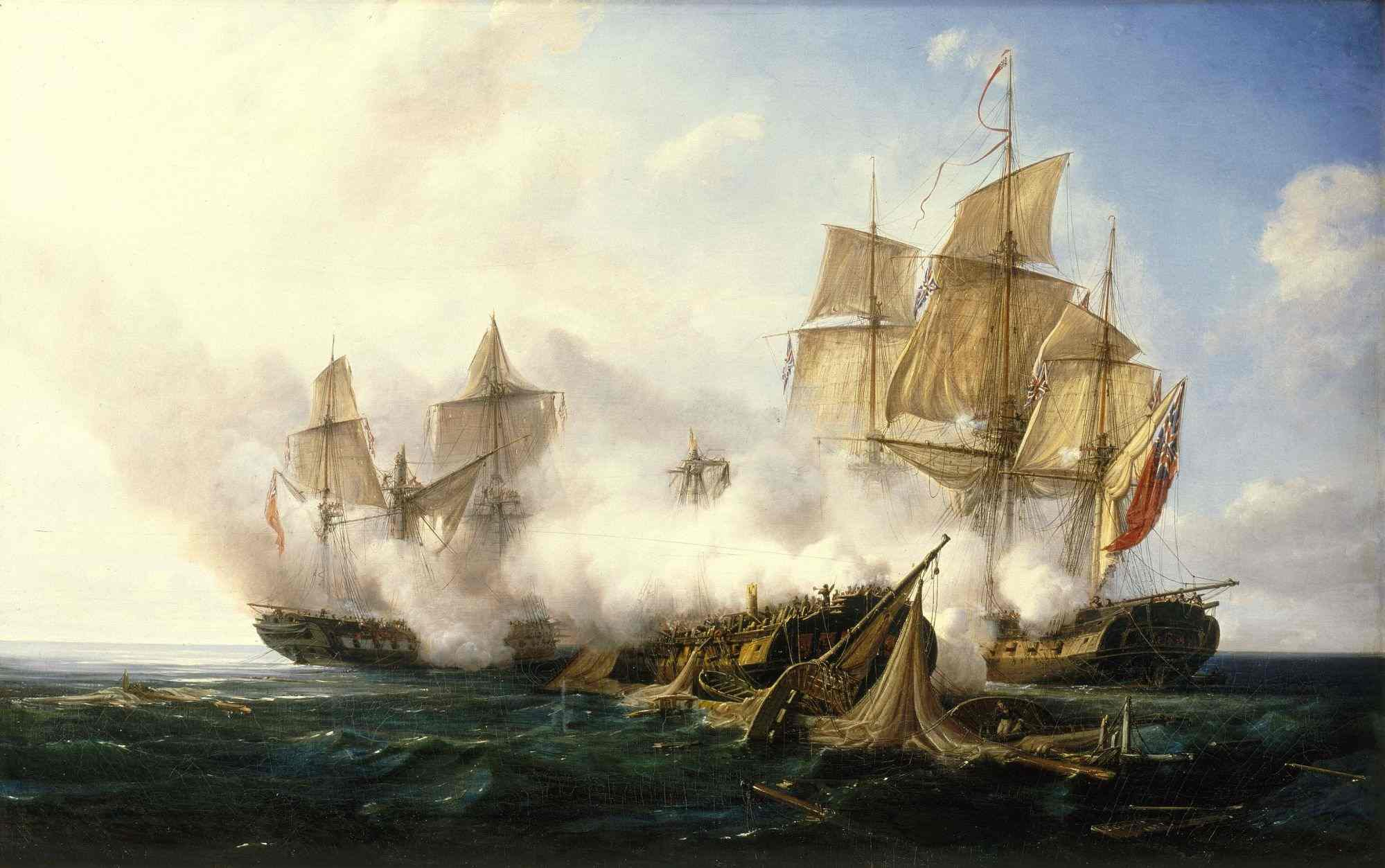
«La Pomone contre les frégates HMS Alceste et Active», картина Пьера Жюльена Жильбера

Максвелл особенно отличился во время Адриатической кампании 1807—1814 годов. Alceste был послан в Адриатическое море для поддержки Джеймса Брисбена в отсутствии Уильяма Хоста, раненного в сражении при Лиссе в марте 1811 года. 4 мая Максвелл и Брисбен напали на Пореч, где укрывался бриг, вёзший припасы для Рагузы. Британцы захватили остров у входа в гавань и установили на нём несколько мортир. В результате сильного обстрела гавани вражеский бриг был потоплен. В ноябре 1811 года Максвелл временно замещал отсутствовавшего Брисбена, став старшим офицером на Адриатике. Семь месяцев спустя французы попытались провести мимо оперативной базы Максвелла на острове Лисса конвой из фрегатов, перевозивший пушки с Корфу в Триест. Максвелл, находившийся на берегу в Порт-Сент-Джордже, получил телеграфное сообщение о движении французского конвоя, после чего организовал погоню силами Alceste, HMS Active и HMS Unite.
29 ноября после ночной погони британцы настигли французов у Палагружи. Французские силы состояли из больших фрегатов Pauline и Pomone и вооруженного транспорта Persanne. В ходе боя Unite преследовал и после продолжительной погони захватил более маленький Persanne, а Максвелл и Джеймс Александр Гордон на Active вступили в бой с фрегатами. Бой выдался кровавым: британцы потеряли 61 человека, и сам Гордон лишился ноги. Тем не менее, Alceste и Active успешно изолировали Pomone. Когда же вдали появился другой британский корабль — HMS Kingfisher — Pauline бежал. Pomone, оставшийся в одиночестве и понёсший серьёзные потери в людях, сдался. Впоследствии захваченные корабли были проданы вместе с двумястами пушками. Максвелл приписал большую часть победы раненному Гордону, но всё же в 1812 году был награждён за это дело, получив под командование HMS Daedalus — бывший итальянский фрегат, захваченный в битве при Лиссе.

### HMS Daedalus
Максвелл командовал фрегатом Daedalus менее года. 2 июля 1813 года корабль сел на мель у Галле на Цейлоне, сильно повредив киль. Фрегат удалось быстро снять с мели, однако корпус дал сильную течь. Попытки моряков удержать Daedalus на плаву оказались неудачными. Максвелл был вынужден отдать приказ покинуть корабль и сделал это последним. Вскоре после того, как Максвелла доставили на близлежащий корабль Ост-Индской компании, Daedalus перевернулся и затонул. Максвелл вернулся в Великобританию, чтобы предстать перед военным судом, но был оправдан и переведён на Alceste. В 1815 году Максвелла посвятили в кавалеры ордена Бани, отметив его военно-морскую службу, и, несмотря на завершение войны с Францией, сохранили на действительной военной службе по специальному запросу лорда Амхерста.

## Путешествие в Китай и кораблекрушение

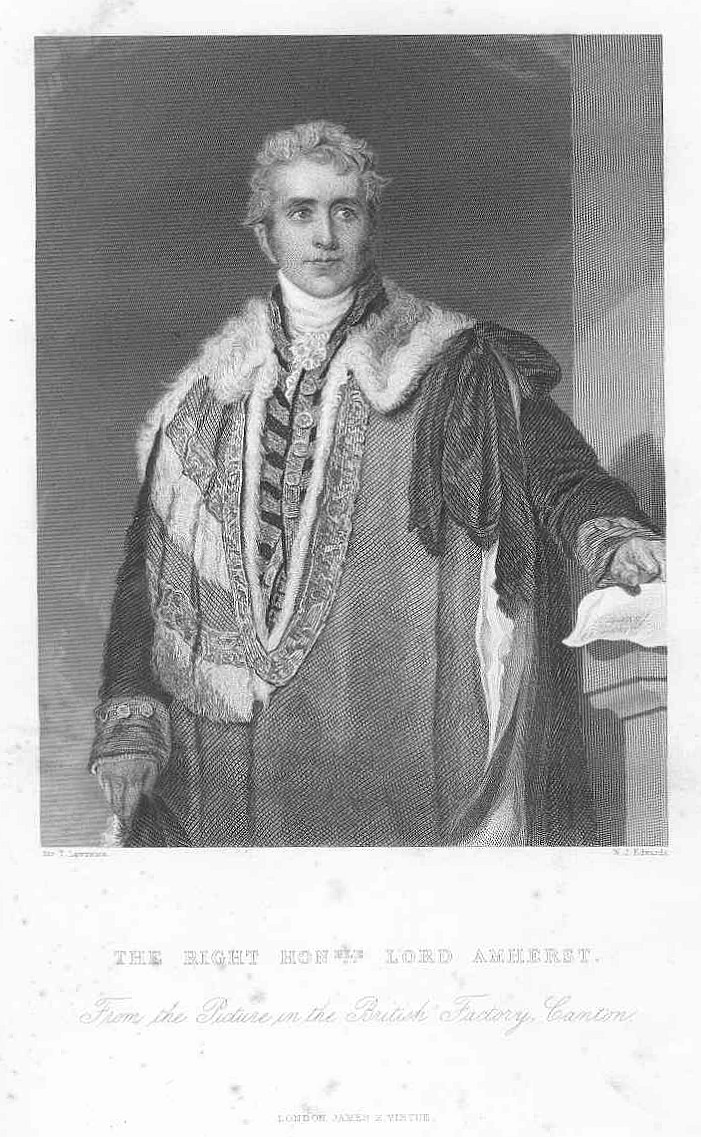
Лорд Амхерст

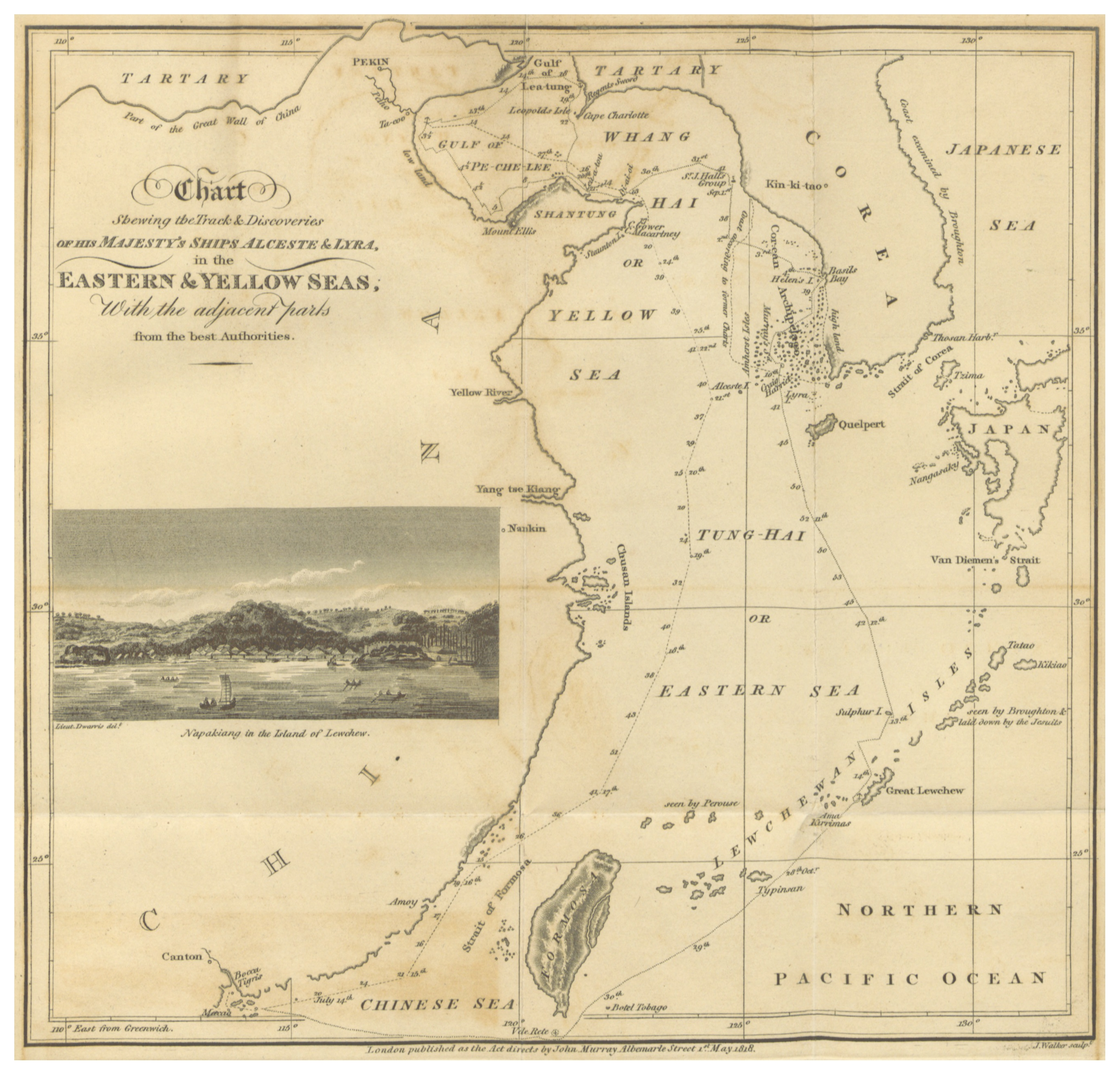
Маршрут фрегата HMS Alceste
Мюррея Максвелла и бриг-шлюпа HMS Lyra Базиля Галля в Японском и Жёлтом морях

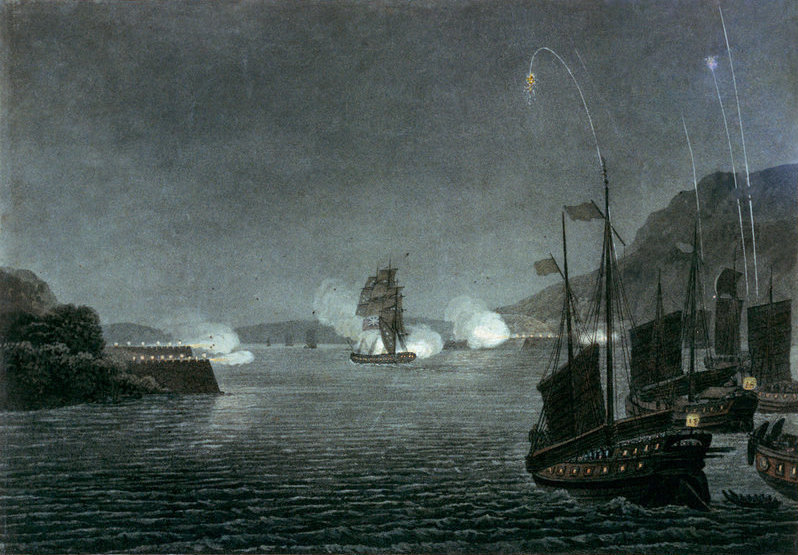
Alceste в проливе Бокка Тигрис стреляет по китайским фортам

В 1816 году Максвелл получил приказ сопровождать лорда Амхерста с дипломатической миссией к китайскому императору Цзяцину. Alceste сопровождал небольшой шлюп HMS Lyra под командованием капитана Базиля Галля и торговое судно General Hewitt, вёзшее подарки императору. Небольшой конвой зашёл на Мадейру, в Рио-де-Жанейро, Кейптаун, Аньер и Батавию, и 8 августа после почти шести месяцев в море прибыл в устье реки Хайхэ. Амхерст c отрядом сошёл на берег, поручив Максвеллу встретиться с ним в Кантоне после окончания дипломатической миссии. Ожидалось, что миссия продлится несколько месяцев, так что Максвелл и Галль решили потратить это время с пользой, став первыми британскими моряками, исследовавшими Жёлтое море и его окрестности. Lyra и Alceste посетили Бохайский залив на западном побережье Кореи и острова Рюкю, попав в число первых европейских кораблей, побывавших в этих водах. Во время путешествия Максвелл видел Великую китайскую стену, а также обнаружил серьёзные неточности в картах Западной Кореи, найдя, что она находится в 130 милях к западу от своего предполагаемого расположения. Экспедиция также установила первые официальные контакты британцев с корейцами и жителями острова Рюкю, проигнорировавшими указания китайских чиновников не общаться с британскими моряками.
В ноябре 1816 года Максвелл приплыл к устью Жемчужной реки, намереваясь подняться по ней к Хуанпу, чтобы присоединиться к Амхерсту. Миссия Амхерста потерпела неудачу из-за отказа британцев совершить перед китайским императором коутоу и предложить ему дань, как повелителю. Амхерст со свитой вынужден был уехать в Хуанпу, не завершив миссию. Местный мандарин не позволил Alceste войти в реку, пригрозив потопить фрегат в случае неповиновения. Максвелл заявил, что войдёт в реку с разрешения мандарина или без такового. Британский фрегат атаковал китайские джонки, блокировавшие реку, и подавил береговые батареи, быстро заставив их защитников ретироваться. Не понеся потерь, фрегат поднялся вверх по реке до Хуанпу, не встретив других препятствий. Китайские потери, как сообщалось, составляли 47 убитыми и множество ранеными. В начале боя Максвелл лично произвёл первый выстрел из пушки, таким образом дав понять, что он взял на себя личную ответственность за открытие огня (по сообщениям, первое пушечное ядро имело ироническую надпись «Tribute from the King of England to the Chinese», «дань от короля Англии китайцам». Забрав Амхерста и его отряд в Хуанпу, Максвелл поплыл обратно по Жемчужной реки и в январе 1817 года направился назад в Великобританию, посетив по пути Макао и Манилу.
18 февраля 1817 года Alceste вошёл в Гаспарский пролив между Банкой и Лиатом (ныне принадлежат Индонезии) — в те времена эти места не были изучены. Через несколько часов фрегат наскочил на подводный риф, серьёзно повредив корпус. Несмотря на предпринимаемые Максвеллом меры, корабль попал в беду: судовой плотник сообщил капитану, что корабль затонет если его снять с рифа. Приказав экипажу и пассажирам покинуть судно, Максвелл передал послу адмиральский катер, а сам взялся руководить строительством плота, который вместе с остальными плавсредствами благополучно перевёз экипаж, пассажиров и часть припасов на близлежащий остров, большей частью покрытый непроходимыми мангровыми болотами. Максвелл последним покинул корабль и вплавь добрался до берега утром 19 февраля. На последовавшем совете офицеров было решено, что Амхерст возьмёт лодки и 50 человек, чтобы плыть за помощью в Батавию, находящуюся в четырёх днях пути по морю. Амхерст должен был спешить: запасов провизии и, в особенности, воды, спасённых с корабля, для 250 оставшихся хватило бы лишь на несколько дней.

### Нападение даяков
После отъезда Амхерста Максвелл решил поднять дух оставшихся с ним двух сотен мужчин (и одной женщины), заняв их полезной работой. Мужчины были разделены на отряды: первому было приказано вырыть колодец, второй должен был снять с остова фрегата всё доступное оружие и снаряжение. Третьему отряду было приказано расчистить тропу к вершине холма, находившегося в центре острова. Там, на вершине, была найдена прохладная пещера, которую было решено сделать кладовой. Возле пещеры установили частокол. К концу первого дня колодец был вырыт и начал снабжать людей водой.
Отряд, посланный на Alceste, обнаружил, что судну пока не грозит затопление. Мужчины решили заночевать на борту. На рассвете британцы обнаружили, что фрегат окружили даякские проа, вооружёнными мелкокалиберными пушками на вертлюгах. Британцы поспешили ретироваться на плоте, доплыв до берега раньше даяков. На помощь плоту были высланы шлюпки с вооружёнными морскими пехотинцами. Даяки взобрались на фрегат, покинутый британцами, и с энтузиазмом принялись за грабёж. Несколько проа подошли к берегу и высадили на прибрежные скалы аборигенов, откуда они наблюдали за передвижениями британцев, находясь в готовности защитить своих товарищей, занятых грабежом. Максвелл спешно организовал оборону лагеря, приказав завершить частокол на холме, подготовить заострённые колья и сделать несколько сотен патронов для имевшихся 30 мушкетов. В течение ближайших нескольких дней проа несколько раз подходили к острову, но не высаживали людей, несмотря на попытки британцев общаться с ними. В конце концов 22 февраля Максвелл воспользовался раздробленностью даяков и выгнал наблюдателей со скал, намереваясь отвоевать остов фрегата. Попытка почти увенчалась успехом, однако уплывающие даяки подожгли Alceste и фрегат выгорел до ватерлинии. Разрушение верхней части корпуса обнажило трюм, и на следующее утро британцам удалось собрать некоторые выплывшие из корабля материалы.
Ранним утром 26 февраля британские часовые заметили два проа, пытавшиеся проникнуть в бухту, в которой находились британские шлюпки. Лейтенант Хей взял одну из шлюпок и попытался перехватить проа. Несмотря на огонь аборигенов, британцы сумели взять на абордаж одно проа. Четверо даяков были убиты, двое были пленены и пятеро прыгнули в море и утонули, затопив проа. Позже в тот же день четырнадцать проа появились во главе с большим судном, вёзшим на борту раджу. Несколько малайцев вышло на берег и в ответ несколько британских моряков было принято на борт каноэ раджи. Неспособность обеих сторон найти общий язык препятствовала переговорам, и в конце дня малайцы отступили в свои лодки. Потом раджа приказал малайцам возобновить спасательные операции на обломках корабля с намерением найти медные гвозды в брусьях корабля. 2 марта вблихи острова собралось 30 проа, 20 из которых обстреливали побережье под непрерывный бой барабанов и гонгов. Британцы не оставляли попыток связаться с кем-нибудь из местных властей и даже сумели передать несколько посланий, хотя и ожидали атаку в любое время. Максвелл, желая воодушевить людей перед боем, собрал их вокруг себя и произнёс речь:
Парни! Все вы, должно быть, заметили, что число неприятелей выросло, а намерения их враждебны. Полагаю, они могут напасть этой ночью. Не буду скрывать наше реальное положение, так как не нахожу среди вас никого, кто бы мог спасовать перед опасностью. Нам по силам отбить нападение регулярных войск, что уж говорить о толпе дикарей с копьями и крисами. Да, у них есть на лодках пушки, но они не смогут ими воспользоваться. Не знаю есть ли у них мушкеты, однако таковые есть у нас. Впервые попав на берег, мы насчитали только 75 патронов, однако сейчас у нас — тысяча шестьсот. Полагаю, они не смогут высадить более пятисот человек, но я не боюсь ни тысячи, ни полутора тысяч дикарей, имея рядом две сотни таких людей как вы. Если пикинёры выдержат натиск, мы дадим по атакующим такой мушкетный залп, которого они не выдержат. И когда враг дрогнет — мы атакуем и сбросим его в море. И возьмём их лодки. Будьте начеку. Если этой ночью варвары атакуют наш холм, уверен — мы покажем, что они имеют дело с британцами.
Речь Максвелла была встречена столь громкими и воинственным криками, что проа замолчали, а даяки, казалось, потеряли мужество. Тем не менее, на следующее утро двадцать лодок по прежнему находились в бухте. Запасы заканчивались, помощь ещё не пришла, так что британцы решились на отчаянный шаг: взяв судовые шлюпки, захватить как можно больше лодок дикарей и на них всем отрядом отправиться в Батавию. Осуществление этого плана было прервано появлением на горизонте вооружённого брига Ternate, принадлежавшего британской Ост-Индской компании.
Максвелл решил провести демонстрацию силы и приказал морским пехотинцам дождаться отлива, выдвинуться в сторону лодок дикарей и дать по ним залп. Пули британцев не причинили никакого ущерба, однако заставили даяков увести лодки дальше от берега. Даяки поспешили скрыться сразу, как только заметили приближающийся бриг. Весь следующий день отряд был занят погрузкой на бриг. Отряд Максвелла не потерял ни одного человека ни во время крушения, ни на острове. Вскоре он и его люди прибыли в Батавию, где их ждал лорд Амхерст, ранее отправивший бриг на помощь Максвеллу. В Батавии Амхерст нанял ост-индский корабль Caesar, который должен был доставить экспедицию назад в Британию.

### Встреча с Наполеоном
Обратный путь изобиловал событиями. В Индийском океане на корабле случился сильный пожар. После стоянки в Кейптауне Caesar посетил остров Святой Елены, где в то время находился бывший французский император Наполеон Бонапарт. Амхерст, Максвелл и ещё несколько человек нанесли Бонапарту визит. Низложенный император высоко оценил действия Максвелла в бою 11 ноября 1811 года, сказав: «Vous êtes très méchant. Eh bien! Ваше правительство не должно спрашивать с вас за гибель Alceste, поскольку ранее вы взяли один из моих фрегатов».

## Дальнейшая служба
Экспедиция вернулась в Англию в августе 1814 года. Приключения Максвелла к тому времени получили широкую известность, а сам он обрёл всеобщую похвалу за умелое командование. Военный суд, созванный для расследования гибели фрегата, снял с Максвелла все обвинения, отметив проявленные офицером хладнокровие и контроль над ситуацией. Лучшей порукой тому были показания самого лорда Амхерста. Суд постановил, что «хладнокровие, сдержанность и усилия Максвелла были заметны, и он с товарищами сделал всё, что было в человеческих силах». В следующем году Максвелл был посвящён в рыцари, а в 1819 году стал членом Королевского общества. В том же году Ост-Индская компания презентовала ему 1500 фунтов в качестве награды за его труд в Китае, и как компенсацию за финансовые потери в крушении. В 1818 году Базиль Галль опубликовал отчёт о путешествии по Жёлтому морю, посвящённый Максвеллу. Книга, названная «Account of a Voyage of Discovery to the West Coast of Corea and the Great Loo-Choo Islands», стала популярной.

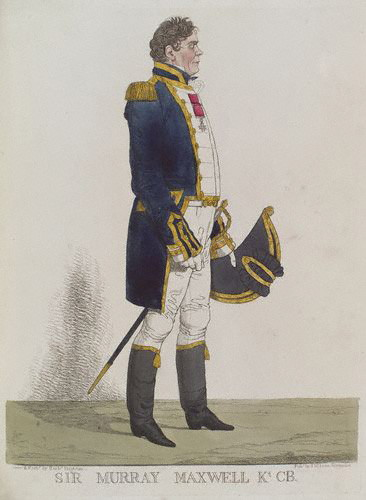
Мюррей Максвелл, гравюра Ричарда Дайтона, ок. 1818

В 1818 году Максвелл принял участие в парламентских выборах, надеясь занять место депутата от Вестминстера, однако проиграл сэрам Сэмюэлю Ромилли и Фрэнсису Бердетту, не добрав менее четырёхсот голосов. Избирательная кампания подорвала финансы Максвелла, а после того, как во время дебатов в Ковент-Гардене кто-то бросил ему в спину булыжник, Максвелл почувствовал отвращение к политическому процессу. Камень повредил лёгкие и Максвелл уже никогда не смог оправиться от этой травмы. Забросивший политику Максвелл в 1821 году вернулся на флот, став в Чатеме капитаном HMS Bulwark — флагманского корабля сэра Бенджамина Халлоуэлла. В том же году исследователь Арктики Генри Паркинс Хоппнер, служивший под началом Максвелла на Alceste в китайском походе, назвал в честь бывшего капитана залив на Баффиновой Земле.
В 1823 году Максвелл, получивший HMS Gloucester, действовал против контрабандистов, а в конце года был назначен на HMS Briton, находившийся у берегов Южной Америки. На новом месте Максвелл наблюдал войну за независимость Перу и присутствовал при капитуляции Кальяо, подружившись с побеждённым генералом Родилом. Это назначение оказалось несчастливым для Максвелла, поскольку в походе он сломал коленную чашечку, после чего хромал до конца жизни. Ему также не удалось извлечь из плавания какую-либо финансовую выгоду и он вернулся в Англию беднее, чем при отбытии в Южную Америку.
Ещё страдая от вредных последствий испытанной в 1818 году травмы груди, в 1826 году Максвелл вернулся в Великобританию и ушёл в отставку. В то же время, как сообщают, он также страдал формой депрессии, особенно после внезапной смерти младшей дочери в 1827 году. В 1830 году он был отозван недавно коронованным королём Вильгельмом IV. Король Вильгельм, бывший сам морским офицером, выбрал ряд старших офицеров военно-морского флота в качестве адъютантов, в том числе и Максвелла. Впоследствии Максвелл был назначен как преемник Джона Реди на пост вице-губернатора Острова Принца Эдуарда, начиная с 14 марта 1831 года. Плывя из дома в Шотландии в Лондон, где он должен был подготовиться к отъезду, он внезапно заболел. В течение 48 часов на корабле медицинская помощь была недоступна, и непогода не позволяла ему сойти на берег в его состоянии в открытой лодке. В скором времени после прибытия в отель Грина в Линкольнс-Инн-Филдс он умер. Полковник Аретас Уильям Янг занял его место на посту губернатора. Максвелл был похоронен в приходской церкви святого Мэрилбона. Его пережили его жена и их сын Джон Балфур Максвелл, ставший адмиралом военно-морского флота и умерший в 1874 году.